# Gaetano Reina
Gaetano Reina (italien : [ɡaeˈtaːno reˈiːna] ; né à Corleone ,Sicile, Italie , 27 septembre 1889 et mort à New York, États-Unis le 26 février 1930) est un gangster italo-américain. Il fut l’un des premiers parrains de la mafia américaine et le fondateur de ce qui est devenu, par la suite, la famille criminelle Lucchese à New York. Reina dirige cette organisation jusqu’à son assassinat, le 26 février 1930, sur ordre de Joe Masseria.